# Ficicola flora
Ficicola flora är en stekelart som först beskrevs av Girault 1920.  Ficicola flora ingår i släktet Ficicola och familjen puppglanssteklar. Inga underarter finns listade i Catalogue of Life.